# Teatro Mendoza

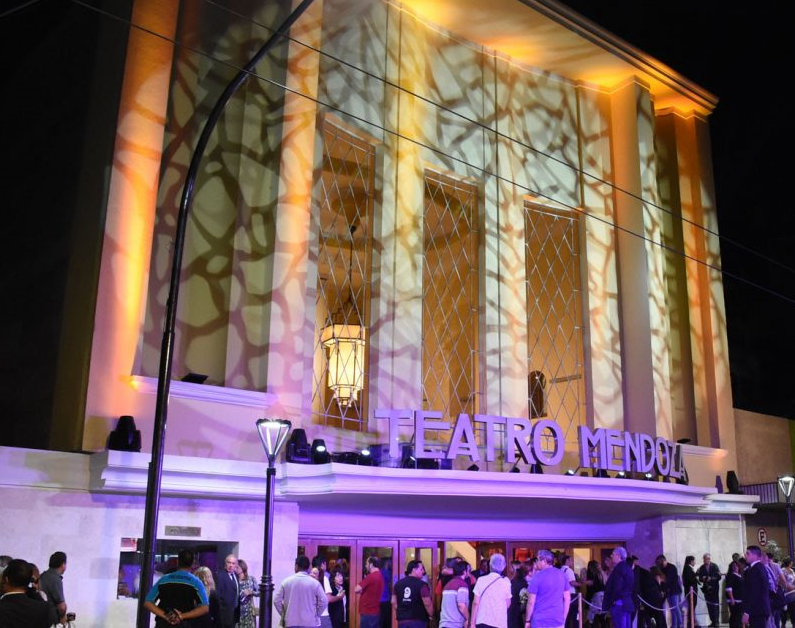
Entrada Teatro Mendoza

El Teatro Municipal Mendoza (conocido anteriormente como Cine-Teatro Mendoza y originalmente como Teatro Mendoza) se encuentra ubicado en pleno microcentro de la Ciudad de Mendoza ( 3era Sección). El edificio se convirtió en un icono de la cultura y el entretenimiento de la provincia.
El teatro fue inaugurado en 1949 y funcionó como tal hasta el año 2007 cuando fue clausurado debido a graves fallas estructurales y falta de inversión para su re acondicionamiento. El 12 de abril de 2019 el teatro volvió a abrir sus puertas tras 12 años cerrado y una inversión de más de $65 millones de pesos.

## Historia
A mediados de la década del 40' una mujer española María Natividad Josefa Fernández, esposa de Alfredo Pose, decidió donar un terreno para la construcción de un cine teatro. Las obras estuvieron a cargo de Lucas Sarcinella y de los arquitectos Ernesto Schiffrin y Pedro Luis Ribez, y finalizaron en 1949. El 7 de julio de 1949 se inauguró sobre la calle San Juan, entre Buenos Aires y Entre Ríos,el Teatro Mendoza. Abrió sus puertas con la función "Por los caminos de América" a cargo de Joaquín Pérez Fernández y su Compañía de danzas y cantares de España y América. En un principio el teatro cumplía la doble función de sala de cine, proyectando distintas obras cinematográficas.   

### Cambios de nombres y dueños
Con el pasar de los años el teatro tendría idas y vueltas entre la gerencia por parte de la familia Pose y distintos privados que alquilaron el edificio, llevando consigo cambios en su nombre. El 23 de octubre de 1970 se cambió el nombre del teatro Mendoza y pasó a llamarse “Cine Center”, luego en 1983 pasó a denominarse “Cine-Teatro Mendoza” hasta la década de los '90, cuando lo alquiló la Universidad Nacional de Cuyo (UNCuyo) para que ensayaran y actuaran sus organismos artísticos. A partir de ahí pasó a llamarse “Teatro Universidad” hasta que finalmente en el año 1999 la Municipalidad de Capital compró el espacio cultural y lo bautizó “Teatro Municipal Mendoza”.

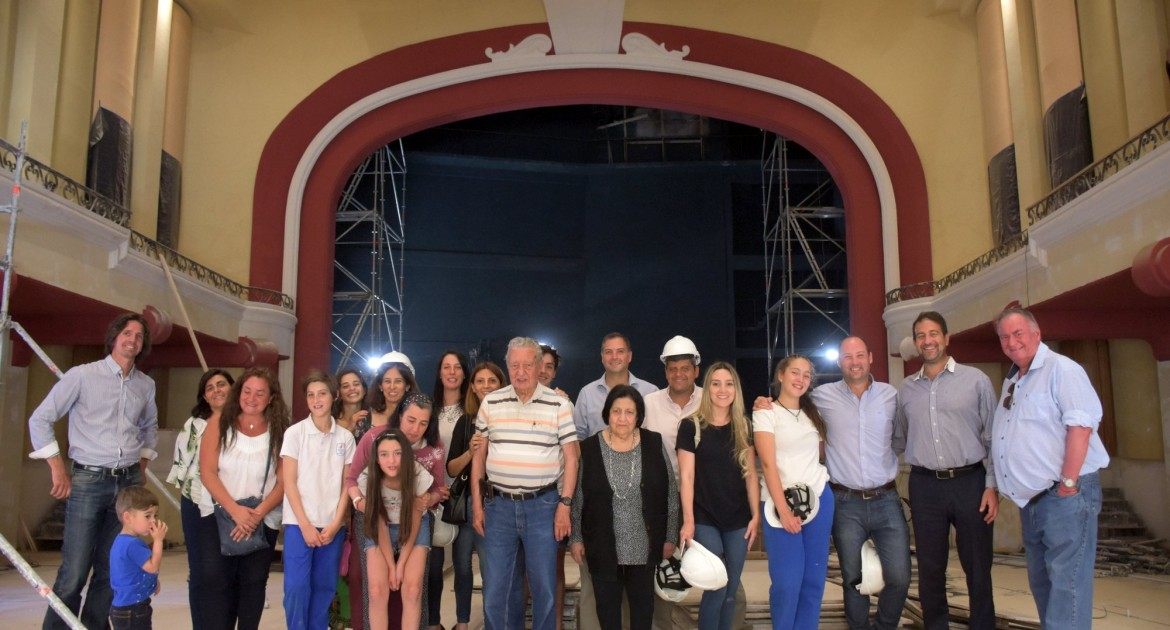
Familia Pose visitando las obras de restauración del Teatro Mendoza.

### Deterioro, clausura, restauración y re inauguración del teatro
De acuerdo a las necesidades o posibilidades económicas de cada momento, el edificio fue cosechando modificaciones, pero ninguna fue de fondo. Más bien siempre se trató de mantenimientos superficiales para que la sala pudiera seguir funcionando durante las temporadas, que se extendían de marzo a diciembre y el resto del tiempo el teatro se cerraba, principalmente, porque al no contar con aire acondicionado era prácticamente imposible entrar.
Otro detalle que con el tiempo terminaría provocando la clausura permanente del local era que nunca se realizaron las obras correspondientes en materia de seguridad que el paso de los años fue exigiendo, como una salida de emergencia que no fuera la principal, una cisterna contra para alimentar rociadores en caso de un incendio, la cubierta del techo de fibrocemento (que además de ser de un material no apto con el tiempo fue deteriorándose), entre otras medidas.
El edificio se mantuvo con refacciones superficiales hasta que desde la Municipalidad de la Ciudad se comenzaron a realizar inspecciones detalladas del edificio y su deterioro. El teatro presenta una grieta desde la década del 80, que en aquel tiempo no tenía dimensiones que representaran un peligro latente, y esta falla empeoró debido al paso del tiempo y los movimientos sísmicos. En 2007 la comuna capitalina recurrió a la Universidad Tecnológica Nacional (UTN) de Mendoza para que un grupo de especialistas del Centro Regional de Desarrollo para la Construcción (Ceredetec) encarara un estudio profundo de la estructura y el suelo del lugar. La última función fue en octubre del 2007 con la obra musical Drácula, de Pepe Cibrián, que bajó el telón por última vez en el cine teatro. En diciembre de ese año y tras las presentaciones de la Academia de Mendoza de español, jazz y tap, cerró sus puertas.

#### Informe de fallas estructurales
La falla más notoria estaba ubicada en la pared Norte del espacio. Allí se percibía una grieta que empezaba en el suelo, pero recién se tornaba visible cuando atravesaba el costado izquierdo de la platea alta. Luego, al mismo tiempo que trepa hasta la tertulia, se ramifica hacia la plataforma de este último piso.
El panorama se completaba con azulejos sueltos en la parte de atrás de la tertulia, un sitio que dejó de funcionar mucho antes de que quedara clausurada para el público la platea alta del teatro, en 2005, ambas por cuestiones de seguridad. Abajo algunas de las butacas originales del teatro se sacaron para llevar al microcine de Capital, uno de los lugares elegidos para el despliegue del Bafici. El piso entablonado no estaba dañado, pero se notaban varios signos del paso del tiempo, al igual que se notaba en las alfombras de los pasillos.
Los baños conservan el diseño, los azulejos y sanitarios originales. Si bien superficialmente no presentaban mayores inconvenientes, el informe de la UTN señalaba la necesidad de modificarlos para que sus cañerías no pasen humedad a la tierra.

#### Restauración y re inauguración
Una vez tomada la decisión de reabrir la sala, a mediados de 2014, se elaboró un plan para no solo reparar los graves daños estructurales del edificio, sino para además realizar varios cambios en el edificio para cumplir con las exigencias en materia de seguridad que el mismo municipio requiere. Los trabajos en el teatro se hicieron en dos etapas que finalizarían el 12 de abril de 2019 y abarcarían un presupuesto de aproximadamente $80 millones de pesos entre fondos nacionales y locales.
La primera etapa contó con un presupuesto por parte de la Ciudad de Mendoza de $3.797.372,40 pesos y las obras se enfocarían en la reparación y consolidación estructural del teatro, se trabajó en las grietas, se recuperaron los pisos y se reforzaron las estructuras.
La segunda etapa, con una inversión por parte de la Ciudad de Mendoza de $58.014.395,37 pesos, consistió en:
- Cubierta de techo: recambio de la cubierta existente de fibrocemento y reemplazo por cubierta metálica galvanizada romboidal
- Instalaciones pluviales, eléctricas, sanitarias e incendio: esto comprende las instalaciones eléctricas, sanitarias, incendio, gas, desagües pluviales, canaletas y cañerías de desagües.
- Nuevos sistemas de acondicionamiento: instalación de nuevos sistemas de calefacción, refrigeración y extracción del teatro y sus distintos sectores (oficinas, camarines, depósitos, etc.)
- Cambio de piso entablonado: por otro piso completamente nuevo.
- Nuevas salidas de emergencia: parte de la segunda etapa consistió en la adquisición de un terreno lindante al teatro para poder construir nuevas salidas de emergencia necesarias que se adapten al nuevo plan de evacuación del teatro, la compra de este terreno también permitió la creación de una sala de depósito de escenografía y utilería.
- Sistemas para personas con discapacidad: Instalación de sistema para hipoacúsicos e instalación de un ascensor a camarines.
- Reconstrucción de escenario y fosa: reconstrucción total del escenario cambiando entablonado, parrilla de iluminación y sonido. Instalación de una nueva cortina cortafuego en el escenario. En la fosa, se cambió el piso entablonado y se instalaron nuevos motores hidráulicos.
- Cambio de butacas y amoblamiento: cambio total de butacas por modelos nuevos y modernos y renovación de amoblamientos de oficinas, camarines, sanitarios, office, etc.
- Nuevos sistemas de sonido e iluminación: Instalación de un nuevo y moderno sistema de sonido que se adapte a las nuevas exigencias actuales en conjunto con nuevo sistema de iluminación grúas de luminotecnia.
- Camarines estelares: adaptación de los camarines existentes a las nuevas disposiciones generando camarines con núcleos de baños, pisos, amoblamientos, luminarias y sistemas de acondicionamiento nuevos.
- Trabajos exteriores: reconstrucción de la vereda con una estética coloquial al utilizar adoquines.

## El edificio

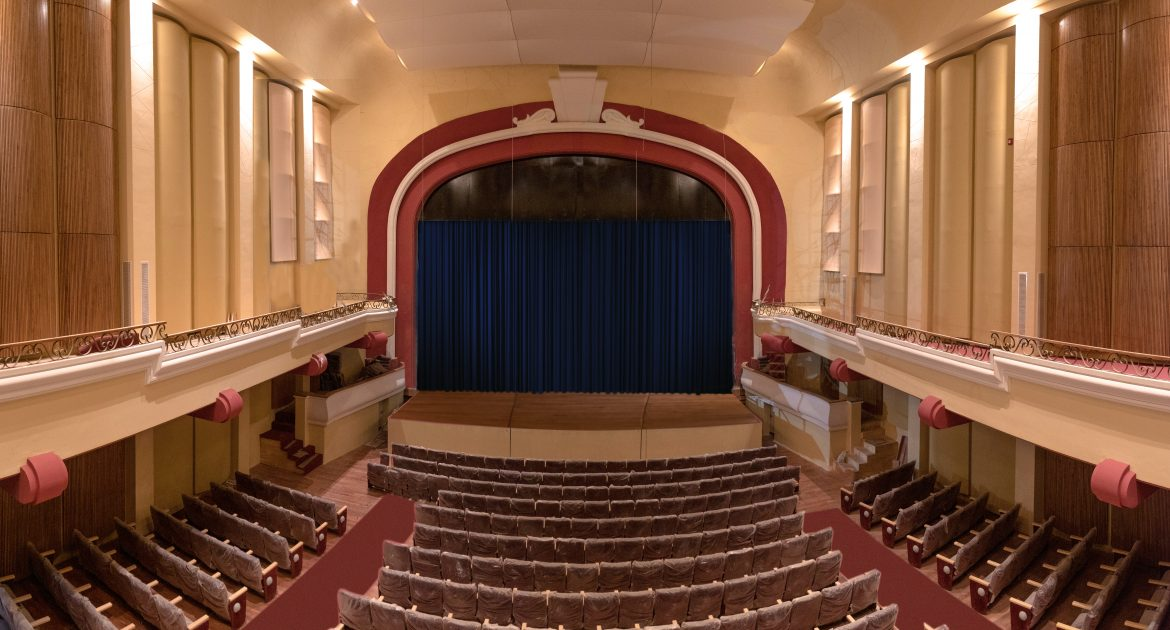
Interior del teatro luego de la remodelación (2019)

El teatro presenta un tipo de arquitectura moderna de líneas francesas, con caja a la italiana y fachada con reminiscencias art déco. La entrada de tipo monumental se eleva en columnas sobre el frente en cuya parte superior existen tres vitrales con divisiones romboidales y con marcada separación de la planta alta, sobresale un amplio alero a modo de marquesina. Las puertas de ingreso dan paso a un hall con pisos de mármol y escaleras laterales con terminaciones de granito, mármol y barandas de herrería artística. Una vez dentro se puede apreciar un tipo de sala convencional de tipo italiana, con siete camarines, una superficie de 2700 m² y capacidad para 804 personas. Es un teatro accesible e inclusivo, apto para gente con diferentes capacidades. 

### Refacciones
Las refacciones ,que se llevaron a cabo desde mediados de 2016 hasta abril de 2019, conservaron la estética original del teatro en gran parte. Las únicas modificaciones importantes de la arquitectura del edificio se realizaron por necesidad de respetar las nuevas normativas de seguridad. Se colocó la cisterna contra incendio en el terreno colindante que la municipalidad compró, se agregó una nueva salida de emergencia y se construyeron ingresos para los artistas y la escenografía por los laterales.
Además de los cambios por motivos de seguridad se realizaron cambios en refrigeración y calefacción, cambio de butacas, rampas, colocación de aro acústico (para una mejor experiencia para los hipoacusicos), cambio de todos los pisos, camarines, sanitarios, ampliación de la fosa para la orquesta, nuevos sistemas de sonido e iluminación, entre otros cambios.